# Pic de Formon
Le pic de Formon est une montagne du massif de la Hotte en Haïti, culminant à 2 219 mètres d'altitude. Il est situé dans le parc national de Macaya au centre de la péninsule de Tiburon.

## Géographie
Le pic de Formon est situé entre les villes des Cayes et de Jérémie sur la péninsule de Tiburon.

## Faune et flore
La zone de forêt de nuage du pic de Formon, englobée dans le parc national de Macaya, présente la particularité – avec le pic de Macaya voisin – d'être l'ultime lieu de présence (entre 1 700 et 2 300 mètres d'altitude et sur moins de 10 km2 au total) d'une espèce d'amphibien en « danger critique d'extinction », Eleutherodactylus thorectes, classée en 2012 sur la liste des 100 espèces les plus menacées par l'UICN.